# Philippe Pons
Philippe Pons, né le 10 août 1942, est un historien français, spécialiste du Japon et de la Corée, journaliste correspondant pour Le Monde au Japon, il couvre l'actualité de l'Extrême-Orient. Il a été cofondateur du Centre de recherches sur le Japon.

## Biographie

### Enfance et formation
Il est né le 10 août 1942 à Paris[réf. nécessaire].
Il commence une licence de philosophie, il s'inscrit à l'Inalco en s'intéressant au Nô et au Kabuki, et est diplômé en japonais et en coréen en 1967 et 1968[réf. nécessaire]. Parallèlement, il obtient une licence de droit[réf. nécessaire] puis entreprend un DESS de science politique avec un mémoire sur le Parti communiste japonais. Après mai 1968, il souhaite porter un autre regard sur le monde et pose une candidature à la maison franco-japonaise à Tokyo. Admis il arrive en octobre 1970 à Tokyo.

### Vie professionnelle et académique
À Tokyo, il poursuit deux sujets de recherche : le premier sur le rapport du Japon avec l’Asie du Sud-Est, dirigé par Hubert Brochier, le second sur la pensée socialiste au Japon dans les années 1920-1930, dirigé par Maurice Duverger. Il est alors en contact régulier avec le politologue Maruyama Masao. En même temps que ses recherches, il écrit des articles pour la presse.

#### Création du Centre de Recherches sur le Japon
Philippe Pons rencontre Christian Sautter à la Maison franco-japonaise, et à leurs retour en France l'idée d'un institut de recherche dédiée au Japon contemporain émerge. Christian Sautter dirige un séminaire sur l'économie du Japon et Philippe Pons sur la vie politique japonaise. En 1973, Le fonds documentaire du Centre de Recherches sur le Japon commence à se créer.
Philippe Pons s'éloigne du CRJ pour suivre une carrière de journaliste.

#### Journaliste
En même temps que ses recherches au début des années 1970, il écrit des articles pour la presse française au Nouvel Observateur et au Monde Diplomatique, parfois sous pseudonyme pour garder une réserve sur certains sujets vis à vis de la maison franco-japonaise. Il contribue aussi à la Nouvelle Revue Française pour des comptes rendus sur la littérature italienne. De 1970 à 1975, il continue a écrire des articles pour le Nouvel observateur, l'Express, le Monde Diplomatique et parfois pour le Monde et se rendra au Vietnam et au Cambodge à plusieurs reprises en 1973 et 1974[réf. nécessaire].
Ses premiers articles pour le Monde datent de 1974. Il est engagé comme journaliste au service étranger[réf. nécessaire] en 1975,,. À partir de 1976, il devient correspondant du quotidien au Japon d'où il couvrira également les Philippines, la Corée du Sud et la Corée du Nord. Pays où il s'est rendu une vingtaine de fois entre 1979 et 2020,. De 1980 à 1985, il est correspondant du Monde à Rome[source insuffisante]. Puis il revient à Tokyo.

#### Historien
Il est avec Christian Sautter cofondateur du Centre de Recherches sur le Japon de l’EHESS en 1973,,, et en a été co-directeur.
Dans l'étude de la Corée du Nord, il s'inscrit dans une voie de recherche ni pro-américaine, ni pro-nord-coréenne, qui consiste à comprendre le régime nord-coréen sans chercher à en cacher les aspects les plus noirs, ni à le légitimer.
Il est l'auteur de trois ouvrages de références :
- D'Edo à Tokyo : Mémoires et modernités, Paris, Gallimard, coll. « Bibliothèque des sciences humaines », mars 1988, 458 p.
- Misère et crime au Japon : du XVIIe siècle à nos jours, Paris, Gallimard, coll. « Bibliothèque des sciences humaines », 1999, 551 p.[13]
- Corée du Nord, un État-guérilla en mutation, Paris, Gallimard, coll. « La Suite des temps », avril 2016, 707 p. (ISBN 978-2-07-014249-1)[9],[14],[15],[16].

#### Langues parlées
Il parle français, japonais, coréen, italien et anglais[réf. nécessaire].

### Vie privée
Il vit à Tokyo depuis la fin des années 1970 à l'exception des cinq années passées à Rome[réf. nécessaire].

### Polémiques
Dans un article du Monde en date du 21 mars 2025 intitulé "A Osaka, un quartier misérable voué à disparaître", Philippe Pons fait intervenir le témoignage du sociologue japonais Tatsuya Shirahase pour appuyer le propos de son article sur la gentrification du quartier de Kamagasaki à Osaka. Le sociologue dément avoir été interviewé et avoir tenu les propos qui lui sont prêtés par Philippe Pons et reproche à l'article de véhiculer de fausses informations. 
Le média en ligne Courrier.jp qui avait repartagé l'article traduit en japonais le retire de son site et publie le 23 mai 2025 une lettre d'excuse. 

## Publications

### Livres

#### Années 1980 et avant
- Yasunari Kawabata (trad. Philippe Pons), Autour d'une traduction du roman de Yasunari Kawabata, Kyoto, Albin Michel, 1977
- Japon, Paris, Seuil, coll. « Collections Microcosme. Petite planète », 1981, 190 p.
- Des Villes nommées Tokyo, Autrement (Hors Série numéro 8), septembre 1984; réédité en 2008.
- D'Edo à Tokyo : Mémoires et modernités, Paris, Gallimard, coll. « Bibliothèque des sciences humaines », mars 1988, 458 p.
- Japon, Paris, Seuil, coll. « Points », septembre 1988, 246 p. (ISBN 9782020101097)

#### Années 1990
- Tokyo : une mégalopole de villages, Paris, Autrement (Série Monde HS N°8), 1984 (ISBN 9782862600703)
- Macao, un éclat d'éternité, Paris, Le Promeneur, coll. « Le cabinet des lettrés », décembre 1999, 194 p. (ISBN 9782070757343)
- Misère et crime au Japon : du XVIIe siècle à nos jours, Paris, Gallimard, coll. « Bibliothèque des sciences humaines », 1999, 551 p.

#### Années 2000
- (Préface) Tokyo : extravagante et humaine, par Donald Richie, Paris, Autrement, hors série numéro 118, janvier 2000, 176 p. (ISBN 9782862609690)
- Peau de brocart. Le corps tatoué au Japon., Paris, Seuil, octobre 2000, 140 p. (ISBN 9782020327312).
- Le Japon des Japonais, Paris, Liana Levi/Seuil, mars 2002, 160 p. (ISBN 9782867462870). avec l'historien Pierre Souyr.

#### Années 2010
- Corée du Nord, un État-guérilla en mutation, Paris, Gallimard, coll. « Collection La Suite des temps », avril 2016, 707 p. (ISBN 978-2-07-014249-1)
- Le corps tatoué au Japon. Estampes sur la peau (Nouvelle édition mise à jour et augmentée de l’ouvrage publié en 2000 sous le titre : Peau de brocart. Le corps tatoué au Japon), Paris, Gallimard, septembre 2018, 157 p. (ISBN 978-2-07-278655-6)

#### Années 2020
- Avec l’historien Pierre François Souyri, il est l’auteur de L’esprit de plaisir, une histoire de la sexualité et de l’érotisme au Japon (17e-20e siècle), Paris, Payot, 2020
- Tôkyô-Bohème. Au fil des rencontres 1970-2024, Gallimard, Collection Témoins, 2024, 264 p.  (ISBN 978-2-07-305651-1)

### Articles pourLe Monde
- Auteur Philippe Pons